# Кнежја Липа
Кнежја Липа (словен. Knežja Lipa) је насељено место у општини Кочевје, регија Југоисточна Словенија, Словенија.

## Историја
До територијалне реорганизације у Словенији била је у саставу старе општине Кочевје.

## Становништво
У попису становништва из 2011. године, Кнежја Липа је имала 17 становника.
| Број становника према пописима | Број становника према пописима | Број становника према пописима |
| ------------------------------ | ------------------------------ | ------------------------------ |
| 1991                           | 2002                           | 2011                           |
| 32                             | 26                             | 17                             |

Напомена: Године 1953. повећана за насеља Видем и Студено која су укинута.

## Галерија
- засеок Видем
- засеок Видем, Римокатоличка црква "Свети Никола"